# Ishmael Kalsakau
Alatoi Ishmael Kalsakau es un político vanuatuense que se ha desempeñó como Primer Ministro de Vanuatu desde el 4 de noviembre de 2022 hasta el 4 de septiembre de 2023. Es el líder de la Unión de Partidos Moderados.

## Biografía
Dos de los hermanos de Kalsakau, Ephraim Kasakau y Joshua Kalasakau, fueron elegidos miembros del Parlamento en 2016. Su padre fue el Primer Ministro Principal George Kalsakau, quien participó en la negociación de la independencia de Vanuatu de Francia y el Reino Unido.
En 2005, Kalsakau fue nombrado Asesor Jurídico de MCA Vanuatu, el componente vanuatuense de la Millennium Challenge Corporation.
Kalsakau fue fiscal general de Vanuatu , pero renunció al cargo para presentarse a las elecciones parlamentarias. Después de perder, regresó a su puesto de Fiscal General, lo que generó preocupaciones de Transparencia Internacional. Después de las elecciones generales de 2012, Kalsakau alegó que tres ministros, incluido Moana Carcasses Kalosil, participaron en la compra de votos para asegurar varios escaños en Port Vila.
En 2014, Kalsakau fue reelegido Fiscal General del Gobierno de Vanuatu.
Kalsakau fue confirmado como líder de la oposición en febrero de 2016.
El 21 de abril de 2022 fue nombrado Viceprimer Ministro y Ministro del Interior en el gobierno de Bob Loughman, desempeñando ambos cargos hasta el 4 de noviembre de 2022, cuando asumió como Primer ministro de Vanuatu. 
En agosto de 2023, reorganizó su gabinete antes de una moción de confianza impulsada por la oposición a su pacto de seguridad con Australia. El 16 de agosto, sobrevivió a la moción de confianza por un voto. Más tarde, la Corte Suprema dictaminó que la moción fue exitosa y fue reemplazado por Sato Kilman el 4 de septiembre.

## Posiciones políticas
Kalsakau criticó una propuesta del gobierno para introducir el impuesto sobre la renta en Vanuatu, lo que llevó a un portavoz del gobierno a pedirle que dimitiera por "declaraciones engañosas".
Kalsakau ha expresado escepticismo con respecto a la mayor participación china en Vanuatu, así como la falta de transparencia con respecto a los préstamos de China.